# Loures (freguesia)
Loures é uma freguesia portuguesa do município homónimo com 32,82 km² de área e 30 254 habitantes (censo de 2021), tendo, por isso, uma densidade populacional de 921,8 hab./km².

## Geografia
Além da cidade sede, a Freguesia de Loures inclui as povoações de A-dos-Calvos, A-dos-Cãos, Barro, Bolores, Botica, Fanqueiro, Fonte Santa, Guerreiros, Infantado, Lagariça, Mealhada, Migarrinhos, Moninhos, Montemor, Murteira, Pai Joanes, Palhais, Pinheiro de Loures, Ponte de Lousa (que partilha com a freguesia de Lousa), Quinta Nova de São Roque, São Sebastião de Guerreiros, Sete Casas, Tojalinho e Torre Trotes. 
Faz fronteira com as freguesias de Fanhões, Frielas, Lousa, Santo Antão do Tojal, Santo António dos Cavaleiros, e com os Municípios de Mafra, Odivelas (freguesias de Caneças e Ramada) e Sintra (freguesia de Almargem do Bispo).

## Demografia
Nota: Nos anos de 1864 e 1878 pertencia ao concelho dos Olivais, extinto por decreto de 22 de julho de 1886. Pelo mesmo decreto, a sede do concelho dos Olivais mudou para a povoação de Loures, passando o concelho a denominar-se Loures. Com lugares desta freguesia foi criada pela Lei nº 413, de 10/09/1915, a freguesia de Caneças e pela Lei nº 67/89, de 25 de agosto, a freguesia de Ramada.
A população registada nos censos foi:
| Ano  | 0-14 Anos | 15-24 Anos | 25-64 Anos | > 65 Anos |
| 2001 | 4098      | 3194       | 14041      | 2904      |
| 2011 | 4214      | 3082       | 15647      | 4419      |
| 2021 | 4717      | 3184       | 16458      | 5895      |

## Eventos
Os principais eventos em Loures são o Carnaval de Loures e as Festas do Concelho, que se realizam anualmente na semana do Feriado Municipal, a 26 de Julho.
Mais recentemente também, um outro evento populariza Loures, o Festival do Caracol Saloio, que actualmente se realiza durante as Festas do Concelho.

## História
O sítio de Loures é muito antigo. Surge mencionado num documento de 1118, e de novo em 1191 (altura em que há também menções a Unhos e Sacavém). Terra essencialmente agrícola, aqui foram durante muito tempo produzidos alguns dos bens alimentares que eram depois trazidos para a capital (como por exemplo as alfaces, que ainda surgem representadas no brasão da freguesia em memória desse facto).
Desde cedo os habitantes de Loures foram apelidados de saloios. A primeira referência conhecida é num documento de 1170, assinado por D. Afonso Henriques, no qual concede certos privilégios e regalias aos mouros forros dos arrabaldes de Lisboa, apelidando-os de sallayos, palavra que com o decorrer do tempo evoluiu para saloio, e passou a designar o habitante dos campos situados ao norte da capital.
Loures foi elevada a vila em 26 de outubro de 1926, através do decreto n.º 12 542, e a cidade em 9 de agosto de 1990, pela lei n.º 35/90.
Curiosamente, o perímetro da cidade não corresponde à totalidade da extensa freguesia, mas apenas à sua parte urbana concentrada em torno das povoações de Loures, Infantado, Mealhada e Sete Casas. No entanto, só na superfície definida por estes lugares concentra-se mais de 60% da população da freguesia (cerca de 16 mil habitantes). Sítios como A-dos-Calvos, A-dos-Cãos, Pinheiro de Loures ou Ponte de Lousa são pequenas localidades cujo número de habitantes é relativamente menor, e cuja distância ao centro da freguesia é considerável.
Desta freguesia desmebraram-se as da Póvoa de Santo Adrião (então chamada Póvoa de Loures), em meados do século XVII, Caneças, em 1915 (actualmente, ambas estão integradas no concelho de Odivelas) e, mais recentemente, a de Santo António dos Cavaleiros (em 1989).

## Património
- Igreja de Nossa Senhora da Saúde em Montemor
- Igreja Matriz Paroquial de Santa Maria de Loures ou Igreja Matriz Paroquial de Nossa Senhora da Assunção de Loures
- Palácio e Quinta do Correio-Mor
- Quinta do Conventinho

## Heráldica
A freguesia de Loures usa a seguinte bandeira e brasão de armas:
Um escudo de vermelho, com uma torre sineira de ouro, aberta do campo, nascente de dois montes de verde, filetados de ouro e moventes dos flancos. Em ponta, sete burelas ondadas de prata e azul. Em chefe uma armação de moinho, acompanhada de duas alfaces, tudo de ouro. Uma coroa mural de prata de três torres. Um listel branco com a legenda de negro, em maiúsculas: «FREGUESIA DE LOURES». Bandeira de branco; cordões e borlas de prata e vermelho.

## Política

### Resultados eleitorais para a Junta de Freguesia
| Partidos     | %    | M    | %    | M    | %    | M    | %    | M    | %    | M    | %    | M    | %    | M    | %    | M    | %    | M    | %    | M    | %    | M    | %    | M    | %    | M    |
| Partidos     | 1976 | 1976 | 1979 | 1979 | 1982 | 1982 | 1985 | 1985 | 1989 | 1989 | 1993 | 1993 | 1997 | 1997 | 2001 | 2001 | 2005 | 2005 | 2009 | 2009 | 2013 | 2013 | 2017 | 2017 | 2021 | 2021 |
| ------------ | ---- | ---- | ---- | ---- | ---- | ---- | ---- | ---- | ---- | ---- | ---- | ---- | ---- | ---- | ---- | ---- | ---- | ---- | ---- | ---- | ---- | ---- | ---- | ---- | ---- | ---- |
| PS           | 39,9 | 6    | 29,5 | 6    | 29,9 | 8    | 45,3 | 9    | 30,5 | 4    | 29,8 | 4    | 36,7 | 5    | 42,8 | 9    | 41,2 | 9    | 51,4 | 10   | 31,2 | 4    | 28,1 | 6    | 24,5 | 6    |
| FEPU/APU/CDU | 24,2 | 4    | 33,7 | 7    | 37,9 | 11   | 42,1 | 8    | 31,9 | 5    | 34,8 | 5    | 32,6 | 5    | 26,8 | 4    | 26,5 | 5    | 20,4 | 4    | 34,2 | 5    | 33,2 | 7    | 28,8 | 6    |
| PPD/PSD      | 17,8 | 2    | 26,4 | 5    |      |      |      |      | 31,4 | 4    | 27,4 | 4    | 23,9 | 3    | 20,9 | 4    | 18,3 | 4    | 15,1 | 3    | 16   | 2    | 21,6 | 5    | 17,7 | 4    |
| CDS-PP       | 10,4 | 1    | 6,4  | 1    |      |      |      |      | 2,5  |      | 3,9  |      |      |      | 3,9  |      | 2,5  |      | 5,0  | 1    | 3,07 |      | 2,9  |      | 1,5  |      |
| AD           |      |      |      |      | 29,6 | 8    |      |      |      |      |      |      |      |      |      |      |      |      |      |      |      |      |      |      |      |      |
| PRD          |      |      |      |      |      |      | 9,5  | 2    |      |      |      |      |      |      |      |      |      |      |      |      |      |      |      |      |      |      |
| BE           |      |      |      |      |      |      |      |      |      |      |      |      |      |      | 1,8  |      | 5,6  | 1    | 4,7  | 1    | 3,1  |      | 4,3  | 1    | 3,8  | 1    |
| CH           |      |      |      |      |      |      |      |      |      |      |      |      |      |      |      |      |      |      |      |      |      |      |      |      | 9,7  | 2    |